# Emil Halbheer
Emil Halbheer, genannt Milo (* 1910 in Koblenz; † 1978 in Dietikon, Schweiz) war ein deutscher Maler und Grafiker.

## Biografie
Milo wurde als Emil Halbheer in Koblenz geboren, wuchs dort auf und besuchte die Schule. Im Alter von 20 Jahren zog er nach Zürich, Schweiz in die Heimatstadt seines Vaters und absolvierte dort eine Lehre als Dekorations- und Flachmaler. Anschließend folgte ein Besuch der Kunstgewerbeschule und eine Studienreise nach Südfrankreich. Seine Werke wurden in Winterthur, Zürich und Bubikon ausgestellt. 1949 übersiedelte er nach La Garde-Freinet in der Provence und eröffnete dort ein eigenes Studio, wo er während der Sommermonate lebte. Milo war ein Freund von Hanns Altmeier, den er noch aus Koblenz kannte. Milo lud ihn zusammen mit Konrad Schaefer zum gemeinsamen Malen in die Provence ein.
Nach großen Ausstellungen in Toulon verlieh ihm der Louvre den Titel eines Maître. 1970 erhielt er den Großen Malerpreis der Provence.

## Werk
Milo malte Szenen, inspiriert von den "Maures", einer Bergkette an der Côte d’Azur. Er malte oft Bilder von der Landschaft in La Garde-Freinet, wobei er besonders die alten und markanten Kastanienbäume, Korkeichen und Olivenbäume hervorhob. Bekannt war er auch für seine urbanen Szenen, viele davon aus seiner Heimatstadt Koblenz. Seine Arbeiten wurden in zahlreichen Ausstellungen in der Schweiz, Frankreich, Deutschland, den USA und Kanada gezeigt.